# Reichskonkordat

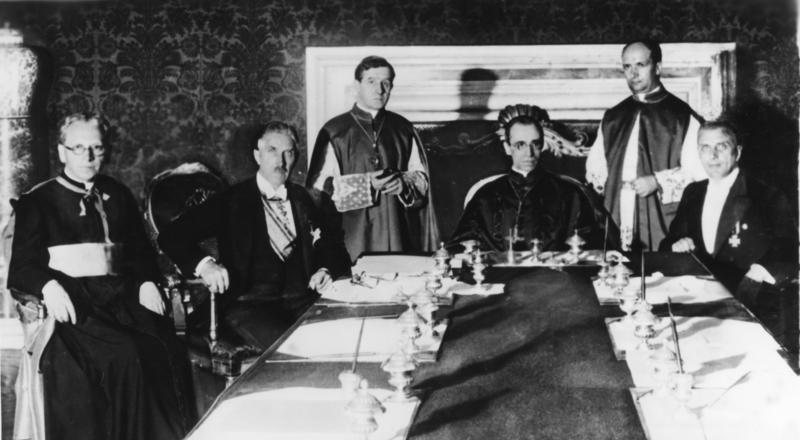
Fotografía de la firma del Reichskonkordat en Roma, (de izquierda a derecha: el prelado alemán Ludwig Kaas, el vicecanciller Franz von Papen, el secretario de Asuntos Eclesiásticos Extraordinarios Giuseppe Pizzardo, el secretario de Estado del Vaticano Eugenio Pacelli, Alfredo Ottaviani y Rudolf Buttmann, miembro del Reichsministerium des Inneren).

El Reichskonkordat (oficialmente, Concordato entre la Santa Sede y el Reich alemán; en alemán, Konkordat zwischen dem Heiligen Stuhl und dem Deutschen Reich; en italiano, Concordato fra la Santa Sede e il Reich Germanico) es un concordato firmado el 20 de julio de 1933, aún vigente, entre la Alemania nazi y la Santa Sede, en el que se establecen condiciones de libertad religiosa para la Iglesia católica. Fue firmado por el vicecanciller de Alemania Franz von Papen —en representación del presidente por aquel entonces Paul von Hindenburg, y del canciller Adolf Hitler— y el cardenal Eugenio Pacelli (futuro Pío XII), en nombre del papa Pío XI.

## Principales términos del Concordato
Los principales acuerdos logrados en el Concordato fueron:
- El derecho a la libertad religiosa católica (Artículo 1).
- Los concordatos con los Estados de Baviera (1924), Prusia (1929) y Baden (1932) siguen siendo válidos (Artículo 2).
- La religión católica puede ser enseñada en determinadas escuelas (Artículo 21) y los profesores destinados a enseñar religión solo pueden ser aprobados por el obispo de la diócesis correspondiente (Artículo 22).
- Queda garantizada la protección a organizaciones católicas y la libertad religiosa (Artículo 31).
- Debido a la tensión vivida en Alemania, ningún clérigo o miembro de una orden religiosa podrá pertenecer a un partido político (Artículo 32).

## Historia
Antes de 1933, los obispos católicos de Alemania se habían opuesto a la ideología nazi. Durante el breve periodo de discusión de los términos del concordato, las autoridades políticas nacionalsocialistas, como por ejemplo, el mismo vicecanciller Von Papen, sugirieron a los obispos no intervenir para contrarrestar la legislación racista que el gobierno estaba elaborando ni tampoco la que tenía que ver con las esterilizaciones. Según la opinión de Von Papen, que comunicó al cardenal Adolf Bertram, no se debía intervenir, pues esto podía llevar al empantanamiento del concordato. Los obispos entonces prefirieron recordar a los fieles las obligaciones del matrimonio tratando el tema de la esterilización desde el punto de vista de principio y no a la luz de la ley que se estaba discutiendo.
El 3 de junio de 1933, como preludio a la firma del concordato, los obispos alemanes anunciaban el fin de su oposición al régimen nazi. Por ese entonces se esperaba firmar el Concordato Imperial entre el Tercer Reich y la Santa Sede para regularizar las relaciones entre ambos Estados. Los artífices, del lado alemán, fueron el vicecanciller Franz von Papen (en el régimen nazi, se destacó por atraer a las facciones católicas para que apoyaran al nuevo Reich), el sacerdote y político de la derecha Ludwig Kaas y el arzobispo de Friburgo Conrad Gröber. Los dos primeros habían apoyado la Ley Habilitante que confirió los plenos poderes a Adolf Hitler, pues era el parlamento (Reichstag) quien hasta entonces se había opuesto a los diversos requerimientos de la Santa Sede para firmar un concordato. Franz von Papen llegó a comentar en un anuncio oficial de la cancillería alemana (la siguiente cita no forma parte del Concordato):

Nosotros, los católicos alemanes, apoyaremos con toda nuestra alma y plena convicción a Adolf Hitler y su gobierno (...) El catolicismo alemán (...) tiene que participar activamente en la edificación del Tercer Reich.
Franz von Papen

Por el otro lado se encontraba el cardenal, secretario de Estado y ministro de Relaciones Exteriores Eugenio Pacelli. Otorgó al vicecanciller von Papen una alta condecoración papal, la Gran Cruz de la Orden de Pío. Von Papen regaló al cardenal una Virgen de porcelana blanca de Meissen en nombre del Tercer Reich. Los obsequios tenían la dedicatoria 'Recuerdo del Concordato del Reich 1933'.
Según las Memorias de von Papen, el papa Pío XI «expresó su complacencia por el hecho de que el gobierno alemán ahora estuviese en las manos de un opositor inconciliable del comunismo y del nihilismo ruso en todas sus formas».
El Concordato hizo que las relaciones Santa Sede-Tercer Reich fueran tibias o se encontrasen suspendidas. La Iglesia no se opuso abiertamente al régimen (a excepción de miembros en casos aislados). Excepto en Holanda, se evitó absolutamente decir una palabra contra persecuciones y exterminio de seres humanos en los campos de concentración.

## Consecuencias
Ya antes de la firma del concordato se sabía que uno de los artículos de este prohibiría a los miembros del clero y de las órdenes religiosas la participación en política. Cuando por decisión de la Secretaría de Estado, el borrador del concordato fue sometido a los obispos alemanes estos manifestaron su perplejidad ante esta concesión. Sin embargo, las prisas que tanto el gobierno nazi como la misma Santa Sede –que veía cada días las agresiones que se producían a las asociaciones católicas en sus sedes– llevaron a la rápida firma del concordato. Así, prácticamente se firmó la sentencia de muerte del partido católico Zentrum, ya que sus principales activistas eran sacerdotes católicos. De hecho, el partido se autodisolvió el 5 de julio, incluso antes de que el concordato fuera refrendado.
La Santa Sede se convertía, de este modo, en la primera institución extranjera de relieve en firmar un tratado con la Alemania nazi, un hecho que fue interpretado de forma generalizada como un apoyo de la Iglesia al nacionalsocialismo. El concordato también representó una importante victoria para Hitler, pues supuso el fin de la oposición política interna a su régimen y la transmisión de una buena imagen de cara a la comunidad internacional. El 22 de julio de 1933, días después de la firma, Hitler transmitía al partido su optimismo e interpretaba el concordato como una vía libre para actuar contra los judíos, según expresó a su gabinete: «se ha generado todo un ámbito de confianza que será especialmente significativo en la lucha urgente contra la Judería internacional».
En marzo de 1937, Pío XI publicó la encíclica Mit brennender Sorge (Con ardiente preocupación), sobre la situación de la Iglesia Católica en el Reich Alemán. Dirigida "a los venerables hermanos, arzobispos, obispos y otros ordinarios de Alemania en paz y comunión con la Sede Apostólica". La encíclica comenzaba con una exposición de motivos por los que se había firmado el Concordato y una crítica a las violaciones por parte de las autoridades alemanas de los términos del mismo, para continuar con una condena de varios aspectos ideológicos del nazismo, como la divinización del estado y la raza, calificados de idolatría.

4.[...] Nos determinamos entonces, no sin una propia violencia, a no negar nuestro consentimiento. Queríamos ahorrar a nuestros fieles [...] las situaciones violentas y las tribulaciones que, en caso contrario, se podían prever con toda seguridad según las circunstancias de los tiempos.
5. Si el árbol de la paz [...] no ha producido los frutos por Nos anhelados [...] no habrá nadie [...] que pueda decir, todavía hoy, que la culpa es de la Iglesia.
7. [...] Todavía hoy, cuando la lucha abierta contra las escuelas confesionales, tuteladas por el Concordato, y la supresión de la libertad del voto para aquellos que tienen derecho a la educación católica, manifiestan, en un campo particularmente vital para la Iglesia, la trágica gravedad de la situación y la angustia, sin ejemplo, de las conciencias cristianas, la solicitud paternal por el bien de las almas nos aconseja no dejar de considerar las posibilidades, por escasas que sean, que aún puedan subsistir, de una vuelta a la fidelidad de los pactos.
Mit brennender Sorge, I: Concordato 

Adolf Hitler ordenó a Reinhard Heydrich, jefe de la Gestapo, que incautara y destruyera todas las copias del mismo y las relaciones entre la Alemania Nazi y el Vaticano se enturbiaron, intensificándose la agresividad contra los católicos y desencadenando campañas mediáticas de desprestigio.